# Everyone Dies in Utah
Everyone Dies in Utah is een Amerikaanse metalcore band afkomstig uit Temple, Texas. De band werd opgericht in 2008 en heeft sindsdien in wisselende samenstelling vier studioalbums uitgebracht.
De naam van de band was aanvankelijk een grap, geboren uit het feit dat het sterftecijfer in Utah op dat moment historisch gezien hoger was dan in elke andere staat van Amerika, maar is uiteindelijk blijven hangen en de officiële naam van de groep geworden.

## Bandleden
Huidige leden
- Danny Martinez -zang (2008–)
- Daniel Tharp - bas (2014–)
- Nathan Chase — drums (2014–)

Tijdlijn

## Discografie
Studioalbums
- 2011: Seeing Clearly
- 2012: Polarities
- 2013: Neutral Ground
- 2016: Everyone Dies in Utah
- 2021: Supra

Ep's
- 2021: Infra